# Deropeltis bueana
Deropeltis bueana är en kackerlacksart som beskrevs av Karsch 1892. Deropeltis bueana ingår i släktet Deropeltis och familjen storkackerlackor. Inga underarter finns listade i Catalogue of Life.